# Jakob Dirnberger
Jakob Dirnberger (* 7. Mai 1980 in Hallein) ist ein österreichischer Squashspieler. 

## Karriere
Jakob Dirnberger begann im Jahr 2006 seine Karriere auf der PSA World Tour und erreichte auf dieser bislang ein Finale. Seine beste Platzierung in der Weltrangliste erreichte er mit Rang 123 im Januar 2008. Zwischen 2007 und 2016 wurde er mehrfach hinter Aqeel Rehman österreichischer Vizestaatsmeister. Mit der österreichischen Nationalmannschaft nahm er 2005, 2007, 2009, 2011, 2013 und 2017 an der Weltmeisterschaft teil. Darüber hinaus gehörte er mehrfach zum österreichischen Kader bei Europameisterschaften. Im Einzel nahm er bereits achtmal an der Europameisterschaft teil, sein bestes Abschneiden war das Erreichen des Viertelfinales 2015.

## Erfolge
- Mehrfacher österreichischer Vizestaatsmeister